# Берк, Ронни
Ро́нальд Стю́арт Берк (англ. Ronald Stewart Burke; 13 августа 1921 — декабрь 2003), более известный как Ро́нни Берк (англ. Ronnie Burke) — английский футболист, выступавший на позиции нападающего. Наиболее известен по выступлениям за английские клубы «Манчестер Юнайтед», «Хаддерсфилд Таун», «Ротерем Юнайтед» и «Эксетер Сити».

## Карьера
На юношеском уровне играл за «Сент-Олбанс Сити» и «Лутон Таун». В военный период выступал в качестве гостя за «Ливерпуль», «Манчестер Сити» и «Ротерем Юнайтед». Во время выступлений Берка за футбольную команду Королевских ВВС в Италии в конце войны его заметил Джимми Мерфи, который вскоре стал ассистентом Мэтта Басби в «Манчестер Юнайтед». Несмотря на интерес со стороны нескольких клубов, Мерфи убедил Берка перейти в «Манчестер Юнайтед». В мае 1946 года юный англичанин подписал любительский контракт с «Юнайтед», а уже в августе стал профессиональным футболистом. Дебютировал в основном составе «Манчестер Юнайтед» 26 октября 1946 года в матче против «Сандерленда» на «Мейн Роуд». В сезоне 1946/47 провёл за клуб 13 матчей и забил 9 мячей. В дальнейшем стал реже попадать в состав из-за серьёзной конкуренции в линии атаки в лице Джека Роули. Всего Ронни Берк провёл за «Манчестер Юнайтед» 35 матчей, в которых забил 23 мяча.
В июне 1949 года перешёл в «Хаддерсфилд Таун» за £16 000. Выступая за «терьеров», получил серьёзную травму колена, из-за чего провёл за клуб только 27 матчей за четыре сезона, забив 6 мячей.
В 1953 году перешёл в «Ротерем Юнайтед», выступавший во Втором дивизионе. В своём дебютном матче за «Ротерем» забил два гола в ворота «Ноттингем Форест». В сезоне 1953/54 забил за клуб 33 мяча, заняв вторую строчку в списке лучших бомбардиров Второго дивизиона. В сезоне 1954/55 сделал «покер» в ворота «Бери» в сентябре 1954 года. Однако затем обострились его проблемы с коленом, и летом 1955 года он стал свободным агентом.
В 1955 году стал игроком «Эксетер Сити», за который выступал на протяжении двух лет. Впоследствии играл за клубы низших дивизионов: «Танбридж Уэллз Юнайтед» и «Бигглсуэйд Таун».